# Герб комуни Гесслегольм
Герб комуни Гесслегольм (швед. Hässleholm kommunvapen) — символ шведської адміністративно-територіальної одиниці місцевого самоврядування комуни Гесслегольм. 

## Історія
Герб міста Гесслегольм було розроблено і прийнято 25 вересня 1920 року. Після адміністративно-територіальної реформи, проведеної в Швеції на початку 1970-х років, муніципальні герби стали використовуватися лишень комунами. Тому з 1974 року цей герб представляє комуну Гесслегольм, а не місто.

## Опис (блазон)
У золотому полі зелений косий (Андріївський) хрест, навколо якого 4 такі ж потрійні горіхи ліщини.

## Зміст
Горішки ліщини вказують на назву міста (слово hassel означає «ліщина»). Косий хрест підкреслює роль Гесслегольма як залізничного вузла, розташованого на перетині важливих транспортних гілок.